# Bracon flavipalpisimus
Bracon flavipalpisimus es una especie de insecto del género Bracon de la familia Braconidae del orden Hymenoptera.

## Historia
Fue descrita científicamente por primera vez en el año 2005 por Flores, Nassar & Quicke.